# Megachile coquimbensis
Megachile coquimbensis là một loài Hymenoptera trong họ Megachilidae. Loài này được Ruiz mô tả khoa học năm 1938.